# Tropidopolinae
Tropidopolinae es una subfamilia de insectos ortópteros caelíferos perteneciente a la familia Acrididae. Se encuentran en África y Asia y el sur de Europa.

## Géneros
Según Orthoptera Species File (2 de abril de 2010):
- Tristriini Mishchenko 1945
  - Tristria Stål, 1873
  - Tristriella Descamps & Wintrebert, 1967
- Tropidopolini Jacobson 1905
  - Tropidopola Stål, 1873
- tribu indeterminada
  - Afroxyrrhepes Uvarov, 1943
  - Chloroxyrrhepes Uvarov, 1943
  - Dabba Uvarov, 1933
  - Homoxyrrhepes Uvarov, 1926
  - Mesopsilla Ramme, 1929
  - Musimoja Uvarov, 1953
  - Petamella Giglio-Tos, 1907
  - Pseudotristria Dirsh, 1961